# ジョルジー・ゴロマン
ジョルジー・ゴロマン（György Golomán、1996年4月2日 - ）は、ハンガリーのケルメランド出身のプロバスケットボール選手。ポジションはパワーフォワード、センター。211cm、102kg。背番号14。 

## 来歴

### アマチュア/ハンガリー時代
高校時代からアンダー世代のハンガリー代表の中心選手として活躍しており、2年次の2012-13シーズンは、ハンガリーのプロバスケチームのBC・ケルメンドでプレイして、All-Hungarian League Third Team とHungarian League Best U-18 playerに選出された。高校3年からアメリカに移住して、フロリダのSagemont SchoolでヘッドコーチのAdam Rossの指導の下、2013-14シーズンをプレイした。
大学はUCLAに進学し、１年次から35試合に出場し、１試合平均10.8分の出場で平均1.3得点 を記録した。2年次には右膝の疲労骨折の影響、またセンターポジションには、後にNBA入りするトーマス・ウェルシュが同期であったこともあり、15試合の出場で１試合平均12.1分の出場で平均2.0得点に留まった。3年次には、後にNBAに指名されるロンゾ・ボールとT・J・リーフが入団した。特にT・J・リーフはゴロマンと同じパワーフォワードのポジションで入団直後からレギュラーポジションを確保したため、ゴロマンはプレイ時間を延ばせず、35試合に出場したが１試合は平均11.5分の出場で平均3.7得点 を記録した。4年次にはT・J・リーフがNBAへのアーリーエントリーを選択した事もあり、チームのレギュラーポジションを確保し、33試合の出場で33試合の先発。1試合平均24.4分の出場で7.1得点,4.2リバウンドを記録した。

### プロ選手時代(2018-)
2018年のNBAドラフトでは指名外となり、同年のNBAサマーリーグではロサンゼルス・レイカーズ と契約してプレイした。しかし契約までは至らず10月10日に契約解除となった。
Dリーグのウエストチェスター・ニックスのトレーニングキャンプに参加した上で同チームと契約し、2018-19シーズンは50試合の出場で1試合平均13.0分の出場、平均4.62得点を記録した。
2019年8月24日には日本のBリーグ　横浜ビー・コルセアーズと契約した。横浜での初出場は2019年10月6日のレバンガ北海道 戦で、36分間の出場で21得点、13リバウンドのダブル・ダブルを記録した。12月5日には、「よりチームコンセプトに適した選手を新たに獲得するため」との理由でチームからの契約解除が発表された。
2020年1月3日には、日本のB2リーグ　山形ワイヴァンズと契約した。
2020年7月9日、ベルギーの国内リーグのプロ・バスケットボールリーグに所属するスピロウ・シャルルロワへの加入が発表された。
国内リーグのプロ・バスケットボールリーグ(英語版)では11試合に出場し、1試合平均21.4分の出場で10.2得点、4.8リバウンド、フリースロー成功率78.6％という成績を残した。
2024年8月9日、LEBオロに所属するCBミラフローレスへの加入が発表された。

### ハンガリー代表
2013年のFIBA U18 European Championship Division B に選出され、8試合に出場、1試合平均32分間出場し、平均15.0得点を記録した。
フル代表デビューは、2017年に行われた2019年FIBAワールドカップ欧州予選で、2試合に出場、1試合平均24分間出場し、平均6.0得点を記録した。
2022年ユーロバスケット（英語版）の代表メンバーにも選出されている。

## 人物

### バスケットボールプレイヤーとしての特徴
- UCLAコーチであるスティーブ・アルフォードによるジョルジー・ゴロマンへの評価ポイントは、高いシュート精度である[10]。
- ウエストチェスター・ニックスでのトライアウトでは、パワーフォワードとセンターの両方を高いレベルでこなせるユーティリティと、ペリメーターゾーンからのシュート能力の高さが評価された[11]。
- ジョルジー・ゴロマン自身による自分のプレイの強みとしては、センタープレイヤーでありながら、３ポイントシュート能力が高い点にあると述べている[12]。

### その他
- 大学では心理学を専攻している[13]
- 家族構成は母がMaria Belovai、父は故人のGyörgy Golománであり、妹が一人いる[14]。

横浜ビー・コルセアーズ　オフィシャルブーストソングにおける選手紹介
- 2019-20｢内からGoal! 外からGoal! G G フロムハンガリー　#14  ジョルジー・ゴロマン｣[15]